# Blepharotes coriarius
Blepharotes coriarius là một loài ruồi từ Úc thuộc họ Asilidae. 
Loài ruồi này dài 45 mm. Nó được mô tả khoa học bởi nhà tự nhiên học Đức Christian Rudolph Wilhelm Wiedemann vào năm 1830.